# Iskollen
Der Iskollen (norwegisch für Eishügel) ist ein 2235 m hoher und verschneiter Hügel im ostantarktischen Königin-Maud-Land. Im südwestlichen Teil des Borg-Massivs ragt er südwestlich des Raudbergtals auf.
Norwegische Kartographen, die ihn auch benannten, kartierten ihn anhand von Luftaufnahmen und Vermessungen der Norwegisch-Britisch-Schwedischen Antarktisexpedition (1949–1952).